# Mačice (zámek)
Mačice jsou tvrz přestavěná na zámek ve stejnojmenné vesnici u Soběšic v okrese Klatovy. Tvrz sloužila od poloviny čtrnáctého století jako panské sídlo malého statku. Postupně ji nahradilo pohodlnější renesanční sídlo, které bylo později přestavěno na barokní zámek. Během osmnáctého a devatenáctého století byl zámek upraven na zemědělský velkostatek s reprezentačním panským domem. Celý areál je od roku 1964 chráněn jako kulturní památka.

## Historie
Mačická tvrz byla postavena přibližně v polovině čtrnáctého století, kdy vesnici vlastnil vladyka Dobeš. Dalšími majiteli byli Racek ze Žihobce připomínaný roku 1368, po něm Domek v roce 1414 a Aleš z Mačic (1418). Nejspíše od něj statek koupili bratři Heřman a Vojtěch Horčicové z Prostého, kteří na tvrzi sídlili v roce 1420 a samotný Vojtěch ještě roku 1460. Vojtěchův majetek zdědili synové Dobrohost a Štěpán. Dobrohost brzy zemřel a Štěpán sloužil vimperské větvi Kaplířů ze Sulevic. Štěpánův syn Jan spolu se Zdeňkem Malovcem loupili na cestách a působili značné škody okolním městům. Krajská hotovost v čele s Táborem proto tvrz i s vesnicí dobyla a vypálila. Stalo se to v roce 1520 nebo 1521.
Jan tvrz obnovil a žil na ní ještě v roce 1535. S manželkou Kunhutou ze Šertynku měli syny Bedřicha a Vojtěcha, kteří se rozdělili o majetek tak, že Mačice připadly Bedřichovi. Oženil se s Marjánou z Mirovic a v roce 1557 od svého synovce Jana, syna Vojtěchova, koupil vesnici Damětice. Ke statku patřila také ves Bukovník. Před rokem 1581 Mačice získali neznámým způsobem bratři Diviš, Václav, Jindřich a Karel Březští z Ploskovic. Za nich byla v sousedství staré tvrze postavena nová tvrz v renesančním slohu. V Mačicích žil Václav s manželkou Eliškou Mírkovnou ze Solopisk. Přestože měli čtyři syny, Mačice od nich převzal Václavův bratr Diviš, který je spojil s Bílenicemi. Po Divišově smrti Mačice zdědil syn Oldřich. Zúčastnil se stavovského povstání v letech 1618–1620 a před císařským vojskem generála Baltasara Marradase se ukryl v Sušici. Po kapitulaci města byl omilostněn a mohl si ponechat majetek. V Mačicích potom žil ještě v roce 1625. Zemřel před rokem 1630 a správu panství tvořeného Mačicemi a Bukovníkem za nezletilého Jindřicha Jana převzala vdova Eliška z Přestavlk.
Roku 1629 statek koupil Zdeněk Ježovský z Lub na Kalenici. Z několika jeho synů Mačice připadly Adamu Vilémovi Ježovskému. Od roku 1687 statek spravovala Žofie Dorota Ježovská, rozená Boryňová ze Lhoty, jako poručnice nezletilých dětí Adama Viléma Ježovského. V roce 1702 potom vesnici prodala Terezii Marii Malovcové, rozené Ježovské z Lub. Po ní se majitelkou stela Anna Terezie z Unvertu, rozené Malovcová z Malovic, která panství roku 1724 prodala hejtmanovi Pražského hradu Janu Arnoštu Šiškovi z Jamolic († 1793). K mačickému statku tehdy patřily Mačice s tvrzí a novým pivovarem, dva dvory a ves Bukovník. Jan Arnošt nebo jeho syn Arnošt († 1793) přestavěli renesanční tvrz na barokní zámek. První písemná zmínka o něm pochází z roku 1804, kdy od Arnoštovy vdovy Barbory Mačice koupil Jáchym Zádubský ze Šentalu.

## Stavební podoba
Památkově chráněný areál se skládá ze zámku, bývalého pivovary, sýpky a parku s ohradní zdí a bránou. Zdivo starší renesanční tvrze se dochovalo v budově sýpky s klenutým přízemím. Na fasádě sýpky jsou patrné fragmenty renesančních sgrafit. Budova má tři patra osvětlená ležatými okénky s dřevěným ostěním, která pochází z barokní úpravy na sýpku. Během ní budova získala tmavě červenou fasádu.
V trojkřídlé zámecké budově se dochovaly renesanční, barokní, klasicistní a historizující prvky. Na přelomu osmnáctého a devatenáctého století byla u východního průčelí přistavěna klasicistní terasa a v polovině devatenáctého století proběhla poslední větší úprava. Při ní byla zdvojena okenní křídla, vyměněny dlažby a dveře v interiéru i exteriéru a hlavní vchod získal nové ostění. V severním křídle se dochovaly renesanční omítky, krov je barokní.